# Хеленски календар
Хеленски календар или боље рећи Хеленски календари, јер није било само једног календара који би се користио у целој старој Грчкој, почињао је убрзон након јунског солстиција, у време када звезда Сиријус излази одмах након тренутка зоре, тј. у време хелијакалног изласка ове звезде. Звезда је у том тренутку била невидљива због сунчевог сјаја, тако да се тренутак нове године морао израчунати астрономски (али на другом месту се тврди да је „Теоретски, египатска грађанска година почињала када је Псећа звезда, Сиријус, или египатски Сотис, могла први пут бити виђена на источном хоризонту баш пред излазак Сунца..."). Према Хипарху, грчком астроному из 2. века п. н. е., Сиријус је са Сунцем, на географској ширини Родоса, излазио 19. јула, око месец дана после дугодневице (летњег солстиција). Пошто су у ово време године почињале највеће врућине, а Сиријус је назван Псећа звезда (како је горе поменуто) јер се налази у сазвежђу Велики пас, то је наступајући период назван „Пасјим данима“ или „Пасјим врућинама“ или временом.
Како Karl Kerenyi указује (Kerenyi 1976, pp 29ff), долазак најгорих, убилачких, врућина баш и није најочигледнија почетна тачка за календар који би се користио у Грчкој. Али зато у Египту, календарска година, означена летњим растом Нила, почиње изласком Сиријуса (Sothis u египатском календару). Календарски системи су увек део најдубље наталожених слојева културе и Керењи примећује: „Посредница је једино могла бити Минојска цивилизација", чији је проучавалац, грчки археолог Спиридон Маринатос, повезао оријентације Минојских палата са летњим изласком Сиријуса.
Водећа религијска и политичка места на хеленском копну су почињала свој календар изласком Сиријуса: Олимпија, Делфи, Атина (видети Атички календар), Епидаур и други грчки полиси са микенским пореклом.